# Howard Flynn
Howard Flynn is een stripreeks. Alle albums zijn geschreven door Yves Duval en getekend door William Vance.
Het eerste verhaal verscheen oorspronkelijk in 1964 in het stripblad Tintin/Kuifje.

## Albums
| Nummer | Titel                                     | Uitgever(s)                    |
| ------ | ----------------------------------------- | ------------------------------ |
| 1      | De eerste reis van luitenant Howard Flynn | Le Lombard                     |
| 2      | De aanval                                 | Le Lombard                     |
| 3      | De tijgerklauw                            | Uitgeverij Helmond, Le Lombard |